# 9398 Bidelman
9398 Bidelman este un asteroid din centura principală de asteroizi.

## Descriere
9398 Bidelman este un asteroid din centura principală de asteroizi. A fost descoperit pe 28 septembrie 1994 la Kitt Peak National Observatory în cadrul proiectului Spacewatch. El prezintă o orbită caracterizată de o semiaxă mare de 3,35 ua, o excentricitate de 0,14 și o înclinație de 1,2° în raport cu ecliptica.